# Імені Теміра Масіна сільський округ
Імені Темі́ра Ма́сіна сільський округ (каз. Темір Масин ауылдық округі, рос. имени Темира Масина сельский округ) — адміністративна одиниця у складі Бокейординського району Західноказахстанської області Казахстану. Адміністративний центр — село Борлі.
Населення — 1134 особи (2021; 1388 у 2009, 1483 у 1999, 1327 у 1989).
Станом на 1989 рік існувала Коктобинська сільська рада (села Бурлі, Куйбишево, Теренкудук). 2007 року Коктобинський сільський округ отримав сучасну назву. 2013 року ліквідовано село Куйбишев.

## Склад
До складу округу входять такі населені пункти:
| Населений пункт  | Старі назви    | Населення, осіб (1989) | Населення, осіб (1999) | Населення, осіб (2009) | Населення, осіб (2021) |
| ---------------- | -------------- | ---------------------- | ---------------------- | ---------------------- | ---------------------- |
| Борлі, село      | Бурлі          | 950                    | 1108                   | 1277                   | 996                    |
| Куйбишев, село   | -              | 166                    | 183                    | 17                     | -                      |
| Теренкудук, село | імені Калініна | 211                    | 192                    | 94                     | 138                    |